# Болл, Уве
У́ве Болл (нем. Uwe Boll; род. 22 июня 1965, Вермельскирхен, Северный Рейн-Вестфалия, Западная Германия) — немецкий кинорежиссёр, продюсер и сценарист, в основном известный своими провальными экранизациями компьютерных игр.

## Карьера
Свой первый фильм «Германская киносолянка» Уве Болл снял в 1991 году. Фильмы Болла, выходившие в 1990-х годах, были больше похожи на любительские работы. Его фильм «Одержимость» 1994 года повествует о страдающем от одиночества человеке, постепенно сходящем с ума и начинающем убивать. Здесь автор впервые исследует психологию массового убийцы. Данный архетип будет часто фигурировать в последующем творчестве режиссёра. В 2000 году Уве выпустил телефильм «Ханжа» о серийном убийце и с обилием шок-контента. В 2001 году у него вышел «Сумрак разума». Психологический триллер про преступника, столкнувшегося со своими внутренними демонами. В 2002 году он выпустил фильм «Сердце Америки», который был посвящён теме стрельбы в школах.
Широкому зрителю Уве Болл стал известен в 2003 году после выхода фильма «Дом мёртвых» по одноимённой видеоигре 1997 года. Для финансирования своих новых проектов Болл начал пользоваться изъянами в налоговой системе Германии, а сюжеты стал брать из компьютерных игр. В 2005 году вышел фильм «Один в темноте», экранизация одноимённой серии игр. Позже к фильму вышло продолжение от другого режиссёра, но Болл оставался продюсером. В этом же году выпустил фильм «Бладрейн» по мотивам одноимённой игры. У этого фильма были два продолжения и одна пародия, снятые самим Боллом. В 2007 году он выпустил фильм «Во имя короля: История осады подземелья» по мотивам серии игр Dungeon Siege. У этого фильма было ещё два продолжения. В этом же году выпустил фильм «Постал» по мотивам одноимённой серии игр. В 2008 году выпустил фильм «Фар Край», экранизацию одноимённой игры. Геймеры и критики уничижительно отзывались об этих фильмах из-за их низкого качества. Лишь только «Постал» удостоился некоторой похвалы. Болл создал себе репутацию плохого режиссёра. В 2007 году между экранизациями игр он выпустил хоррор про маньяка «Сид: Месть восставшего».

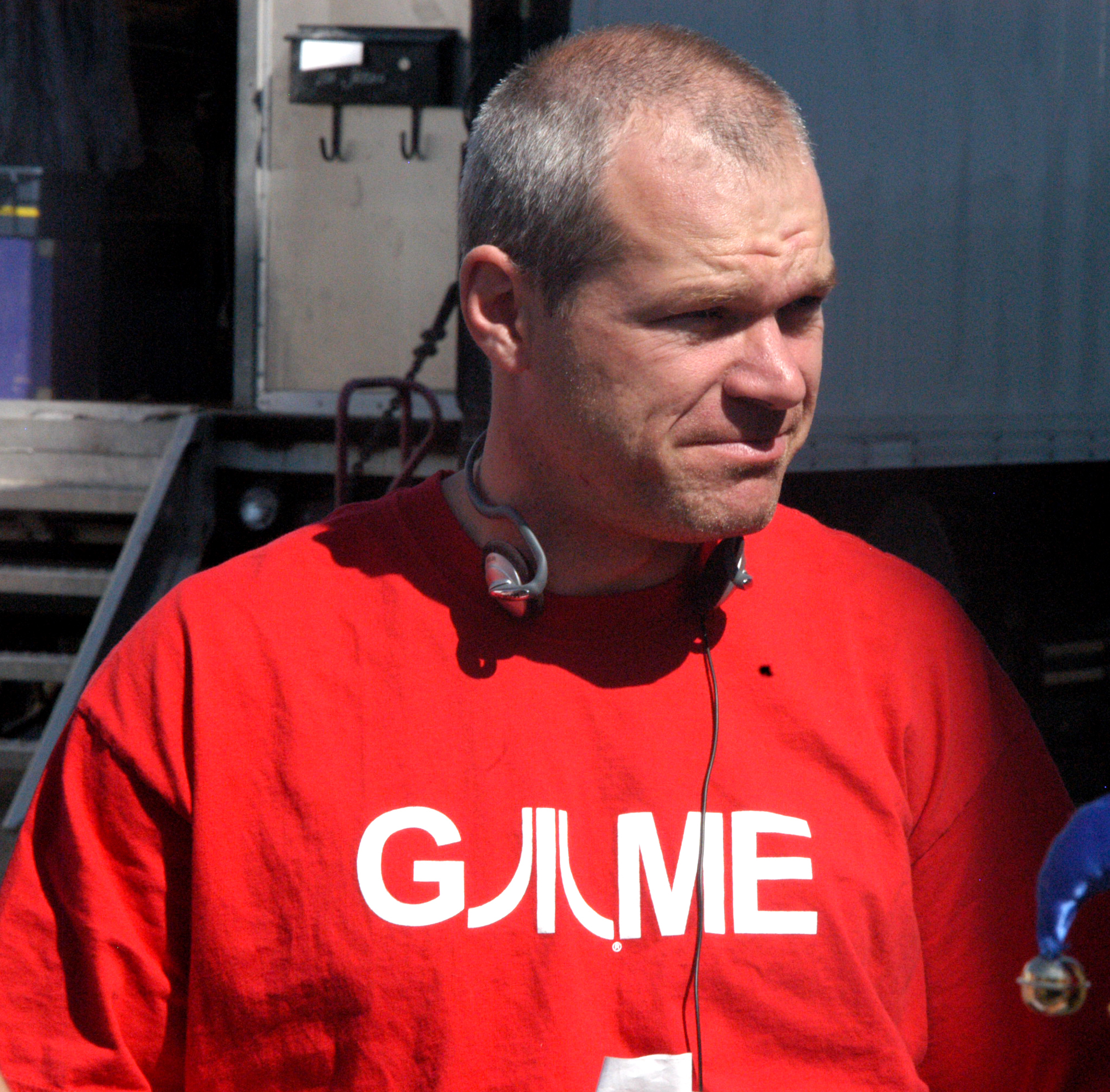
Уве Болл на съёмках фильма «Во имя короля» в 2006 году

В 2008 году Болл выпустил фильм «Туннели смерти» об ужасах Вьетнамской войны. В 2009 году у него вышел фильм «Дарфур: Хроники объявленной смерти», рассказывающий о геноциде в Судане. В 2010 году состоялся выход фильма «Макс Шмелинг: Боец Рейха». Этот биографический фильм рассказывает историю немецкого боксёра Макса Шмелинга, который стал спортивным лицом Третьего Рейха, но при этом не разделял взгляды руководства страны. Главную роль в фильме сыграл бывший чемпион мира по боксу в тяжёлом весе Генри Маске. В 2011 году Болл выпустил «Освенцим». Часть этого фильма снята в документальной манере. Она включает в себя комментарии режиссёра и интервью с обычными школьниками, которые пытаются объяснить своё представление о злодеяниях нацистов.
В 2009 году Уве Болл выпустил драму «Стоик: Выжить любой ценой». Это история о четырёх заключённых, отбывающих срок в одной камере. Фильм исследует вопросы взаимоотношения в коллективе и стадный инстинкт. В этом же году Болл выпустил фильм «Ярость», который рассказывает историю разочарованного в современном обществе неудачника. Во всех современных проблемах тот винит самих людей, поэтому вооружается и начинает уничтожать всех, кто встаёт у него на пути. Фильм получил два продолжения. В 2010 году выпустил хоррор «Беспощадный шторм». Камерный триллер про семью, приютившую у себя раненого незнакомца. Простая в плане сюжета история была разбавлена мистической и религиозной составляющей. В 2013 году по следам финансового кризиса Уве выпустил фильм «Нападение на Уолл-стрит» о законопослушном гражданине, который постепенно становится антигероем. «Ярость 3», вышедшая в 2016 году, стала последним режиссёрским проектом Болла перед большим перерывом.
Свой уход из кино Уве Болл объяснил тем, что из-за роста стриминговых сервисов рухнули продажи DVD и Blu-ray. Режиссёр посетовал, что делать кино стало слишком дорого. Уве занялся ресторанным бизнесом. В 2021 году вернулся к режиссуре с фильмом «Ханау», основанном на реальных событиях. В 2020 году в этом немецком городе произошло массовое убийство по мотивам национальной и религиозной ненависти. В 2024 году выпустил криминальную драму про полицейских «Первая смена». В этом же году снял триллер «Беги». По сюжету фильма группа нелегальных мигрантов из Африки после опасного путешествия через Средиземное море высаживается на берег в небольшом итальянском курортном городке. В начале 2025 года приступил к съёмкам триллера «Гражданин Мститель» с Арми Хаммером.

## Финансирование
В Соединённых Штатах фильмы Болла очень часто терпели крупные неудачи в кассовых сборах. К примеру, фильм «Дом мёртвых» с бюджетом в 12 млн долларов собрал лишь 5,73 млн долларов в первый выходной. Фильм «Один в темноте» с бюджетом в 20 млн долларов собрал лишь 5,1 миллиона. Фильм «Бладрейн», который был сделан за 25 млн долларов, собрал 2,42 миллиона. Самой неприбыльной картиной за его карьеру была «Во имя короля: История осады подземелья», которая собрала (по кассовым сборам мировой премьеры) не более 10 млн долларов с бюджетом в 60 миллионов.
В 2005 году Болл смог обеспечить финансирование своих фильмов благодаря изменениям в немецком налоговом законодательстве. Новый закон позволил 100 % средств, инвестированных в германские фильмы, списывать в налоговые вычеты. Инвесторам достаточно было лишь выплатить налог за прибыль, полученную от кассовых сборов, и если фильм терпел финансовую неудачу, инвесторам возвращалась большая часть денег с общей налоговой суммы.
В DVD-комментариях к фильму «Один в темноте» Болл объясняет, как он финансирует фильмы: «Возможно, вы знаете, что финансировать фильмы непросто, и причина, по которой у меня есть возможность создавать фильмы — это налоговое прикрытие Германии; если вы инвестируете в немецкие фильмы, то практически возвращаете половину денег от правительства».
Методы финансирования, используемые режиссёром, получили негативную реакцию публики.
Уве Болл 30 марта 2018 года решил засудить Warner Bros. за фильм «Рэмпейдж». Причиной этому послужило, что его трилогия фильмов «Ярость» имеет такое же оригинальное название, и что фильм Warner Bros. «сократит» его бренд и доходы, которые он мог бы использовать для будущих частей фильмов. Кроме того, режиссёр сравнивал данный фильм с «Джуманджи: Зов джунглей», и что все эти фильмы, включая «Трансформеров» и «Мстителей», лишь «приносят деньги военно-промышленному комплексу в США, и что именно это позволяет дегенератам вроде Трампа идти в президенты».

## Критика
Фильмы Уве Болла вызывают жёсткую критику как со стороны любителей игр, так и со стороны зрителей. Его даже иногда называют «Худший режиссёр всех времён и народов». Рецензент Роб Во писал, что по сравнению с Уве Боллом каждый режиссёр может чувствовать себя мастером. Болла часто сравнивают с режиссёром Эдом Вудом, который тоже пользовался дурной славой за свои халтурные фильмы.
Экранизации Болла неоднократно попадали в ТОР-100 худших фильмов всех времён на сайте imdb.com.
В апреле 2008 года в газете The Guardian сообщалось, что Болл пообещал оставить работу режиссёра, если петиция на сайте PetitionOnline, обращённая к нему с воззванием прекратить снимать кино, наберёт 1 миллион подписей.
К середине 2012 года под петицией «Остановите доктора Уве Болла» (англ. Stop Dr. Uwe Boll) стояло чуть более 350 тысяч подписей.
Однако ещё в марте 2010 года Болл заявил в интервью Майку Дженкарелли с сайта Media Mikes, что не уйдёт из кино, даже если число подписавшихся достигнет миллиона.
На том же сайте PetitionOnline была опубликована и противоположная по содержанию петиция, озаглавленная «Да здравствует Уве Болл» (англ. Long Live Uwe Boll), в которой, в частности, говорилось: «„Шедевры“ Уве Болла дают нам полтора или два часа здорового, радостного и истерического смеха. А смех продлевает жизнь». Однако эта петиция не собрала и 8 тысяч подписей.
В 2008 году Болл вызвался снимать фильм по мотивам игры «World of Warcraft», но получил отказ от создателей упомянутой игры Blizzard Entertainment, которые ответили Боллу: «Мы не станем продавать права на съёмки фильма вам… в особенности вам».
Хотя за Уве Боллом закрепилась репутация плохого режиссёра, существует мнение, что он может быть недооценён. По крайней мере, если вынести за скобки его экранизации видеоигр и посмотреть на остальное творчество.

### Ответ на критику
Уве реагирует на критику то резко, то с иронией. В отношении экранизаций компьютерных игр он объясняет недовольство поклонников игр тем, что значительно меняет сюжеты, вместо того чтобы слепо их копировать. Он также обвинял компании, обладающие правами на игры, в том, что они не уделяют должного внимания рекламной и информационной поддержке фильмов: «Они просто продают права и забывают об этом».
В 2006 году Уве Болл вызвал нескольких критиков своих картин на боксёрский бой, пятеро из которых приняли вызов. В сентябре того же года бои состоялись, и в каждом Болл одержал победу.
В 2007 году Уве Болл решил отомстить журналистам, опубликовавшим статью с негативными отзывами о фильме «Постал», используя пародийный сайт, открытый самим Боллом. На сайте использовались логотипы и дизайн, взятые с официального портала New York Post. Однако на него вовремя подали в суд и тем самым он только навредил самому себе.

## Фильмография
| Год                | Название                                | Оригинальное название                            | Режиссёр | Сценарист | Продюсер | Актёр |
| ------------------ | --------------------------------------- | ------------------------------------------------ | -------- | --------- | -------- | ----- |
| 1991               | Германская киносолянка                  | German Fried Movie                               | Да       | Да        | Да       | Да    |
| 1993               | Баршель — Убийство в Женеве?            | Barschel — Mord in Genf?                         | Да       | Да        | Да       | Нет   |
| 1994               | Одержимость                             | Amoklauf                                         | Да       | Да        | Да       | Да    |
| 1997               | Первый семестр                          | Das Erste Semester                               | Да       | Да        | Да       | Нет   |
| 2000               | Фиаско                                  | Fíaskó                                           | Нет      | Нет       | Да       | Нет   |
| 2000               | Любовь, деньги, любовь                  | L’amour, l’argent, l’amour                       | Нет      | Нет       | Да       | Нет   |
| 2000               | Ханжа                                   | Sanctimony                                       | Да       | Да        | Да       | Нет   |
| 2001               | Сумрак разума                           | Blackwoods                                       | Да       | Да        | Нет      | Нет   |
| 2002               | Ангелы здесь не живут                   | Angels Don’t Sleep Here                          | Нет      | Нет       | Да       | Нет   |
| 2002               | Сердце Америки                          | Heart of America                                 | Да       | Да        | Нет      | Нет   |
| 2003               | Дом мёртвых                             | House of the Dead                                | Да       | Нет       | Да       | Нет   |
| 2005               | Один в темноте                          | Alone in the Dark                                | Да       | Нет       | Да       | Нет   |
| 2005               | Бладрейн                                | BloodRayne                                       | Да       | Нет       | Да       | Нет   |
| 2007               | Во имя короля: История осады подземелья | In the Name of the King                          | Да       | Нет       | Да       | Нет   |
| 2007               | Ожидание                                | They Wait                                        | Нет      | Нет       | Да       | Нет   |
| 2007               | Бладрейн 2: Освобождение                | BloodRayne 2: Deliverance                        | Да       | Нет       | Нет      | Нет   |
| 2007               | Постал                                  | Postal                                           | Да       | Да        | Да       | Да    |
| 2007               | Сид: Месть восставшего                  | Seed                                             | Да       | Да        | Да       | Нет   |
| 2008               | Туннели смерти                          | Tunnel Rats                                      | Да       | Да        | Да       | Нет   |
| 2008               | Один в темноте 2                        | Alone in the Dark II                             | Нет      | Нет       | Да       | Нет   |
| 2008               | Фар Край                                | Far Cry                                          | Да       | Нет       | Да       | Нет   |
| 2009               | Стоик: Выжить любой ценой               | Stoic                                            | Да       | Да        | Да       | Нет   |
| 2009               | Ярость                                  | Rampage                                          | Да       | Да        | Да       | Нет   |
| 2009               | Дарфур: Хроники объявленной смерти      | Darfur                                           | Да       | Да        | Да       | Нет   |
| 2010               | Беспощадный шторм                       | The Final Storm                                  | Да       | Нет       | Да       | Нет   |
| 2010               | Макс Шмелинг: Боец Рейха                | Max Schmeling                                    | Да       | Да        | Нет      | Да    |
| 2011               | Освенцим                                | Auschwitz                                        | Да       | Да        | Да       | Да    |
| 2011               | Бладрейн 3: Третий рейх                 | BloodRayne: The Third Reich                      | Да       | Нет       | Да       | Нет   |
| 2011               | Блюбарелла: Супервумен                  | Blubberella                                      | Да       | Да        | Да       | Да    |
| 2011               | Во имя короля 2                         | In the Name of the King 2: Two Worlds            | Да       | Нет       | Да       | Нет   |
| 2013               | Резня зомби                             | Zombie Massacre                                  | Нет      | Нет       | Да       | Да    |
| 2013               | Нападение на Уолл-стрит                 | Assault on Wall Street                           | Да       | Да        | Да       | Нет   |
| 2013               | В осаде                                 | Suddenly                                         | Да       | Нет       | Нет      | Нет   |
| 2013               | Комната душ                             | The Profane Exhibit                              | Да       | Нет       | Да       | Нет   |
| 2013               | Легенда о Рыжей Жнице                   | Legend of the Red Reaper                         | Нет      | Нет       | Да       | Нет   |
| 2013               | Пленники солнца                         | Prisoners of the Sun                             | Нет      | Нет       | Да       | Нет   |
| 2014               | Сид 2: Новое поколение                  | Blood Valley: Seed’s Revenge                     | Нет      | Нет       | Да       | Нет   |
| 2014               | Во имя короля 3                         | In the Name of the King 3: The Last Mission      | Да       | Нет       | Да       | Нет   |
| 2014               | Ярость 2                                | Rampage: Capital Punishment                      | Да       | Да        | Да       | Да    |
| 2014               | Утренняя звезда                         | Morning Star                                     | Нет      | Нет       | Да       | Нет   |
| 2015               | Ярость мертвецов                        | Anger of the Dead                                | Нет      | Нет       | Да       | Нет   |
| 2015               | Резня зомби 2: Рейх мёртвых             | Zombie Massacre 2: Reich of the Dead             | Нет      | Нет       | Да       | Нет   |
| 2016               | Ярость 3                                | Rampage: President Down                          | Да       | Да        | Да       | Нет   |
| 2016               | Добро пожаловать в Уиллитс              | Welcome to Willits                               | Нет      | Нет       | Да       | Нет   |
| 2017               | Дом зла                                 | House of Evil                                    | Нет      | Нет       | Да       | Нет   |
| 2021               | Упадок                                  | The Decline                                      | Нет      | Нет       | Да       | Нет   |
| 2021               | Ханау (Германия зимой — Часть 1)        | Hanau (Deutschland im Winter — Part 1)           | Да       | Да        | Да       | Да    |
| 2023               | Не ждите слишком многого от конца света | Do Not Expect Too Much from the End of the World | Нет      | Нет       | Нет      | Да    |
| 2024               | Первая смена                            | First Shift                                      | Да       | Да        | Да       | Нет   |
|                    | Беги                                    | Run                                              | Да       | Да        | Да       | Нет   |
| Гражданин Мститель | Citizen Vigilante                       | Да                                               | Да       | Да        | Нет      |       |